# Puente Viejo (Lérida)
El puente Viejo (Pont Vell, en catalán) es uno de los cinco puentes de Lérida (Cataluña, España), cruzando el río Segre.

## Historia

### Orígenes
El puente Viejo es de origen antiguo; se sabe que estaba ya construido el año 47 a. C. Después, pasado un siglo, volvió a ser objeto de cita en un clásico. Fue el año 62 en el que el puente entró en la literatura de la mano de Lucano. Las características de su primera construcción son inciertas, hasta la época de la reconquista cristiana de la ciudad, cuando pudo describirse con precisión como era el puente de Lérida. Era todo de piedra, con seis arcadas y siete pilares construido con reforzados tajamares. Era un puente de doble vertiente con la cumbre en el tercer pilar y de inclinación más fuerte hacia la izquierda que hacia la derecha. Presentaba una calzada para el tránsito de siete metros de ancho, protegida por una barandilla de piedra de un metro de alzada. Duró hasta el 1866 tras sufrir modificaciones y reformas, ya que pocas fueron las piedras que quedaron del original.

### El derribo del puente Viejo

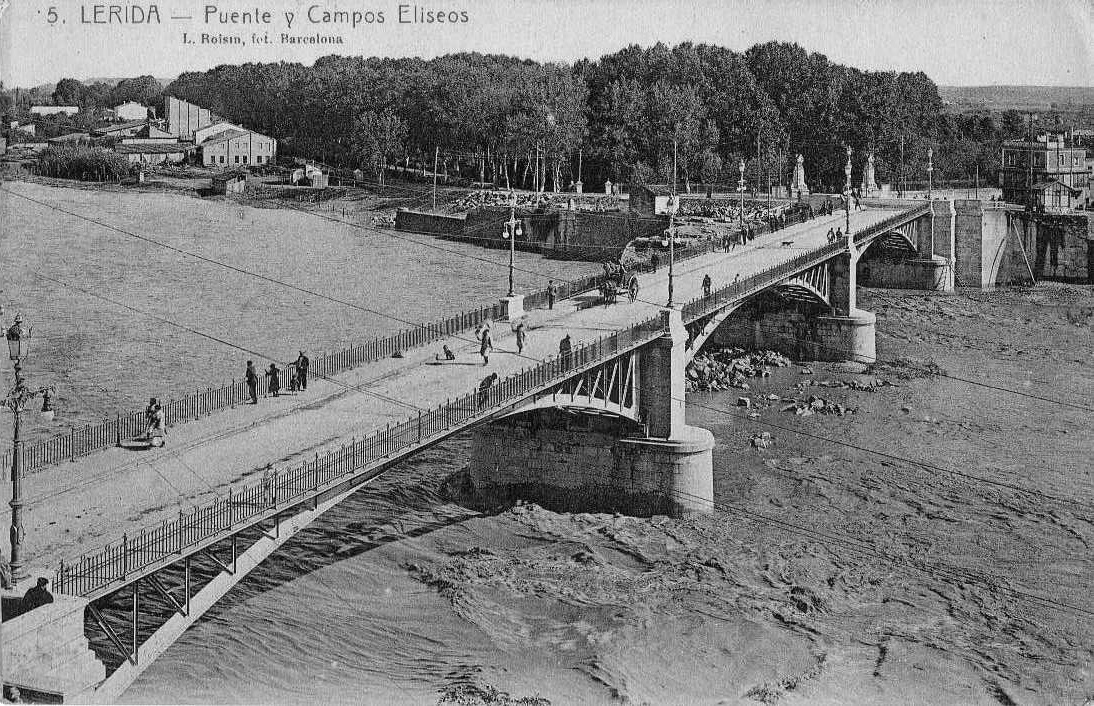
El nuevo Pont Vell construido en 1911

El octubre de 1866, el río inundó campos, cubrió tierras, malogró cosechas, ahogó gente y se llevó parte del puente. Tres de las arcadas del puente habían desaparecido y hacía falta rehacer el puente. El proyecto se encargó a Julio de Saracíbar, que presentó dos. Un con arcadas de piedra y el otro con dos tramos metálicos. Se eligió el segundo porque era más rápida la ejecución. Constaba de dos de "celosia" unidos y desiguales apoyados en una sola pila intermedia. El primero media 41,5 metros y el segundo 21,49 metros. El ancho del paso destinado a carruajes y caballerías era de 4,5 metros, y el de las aceras de 1,10 metros por cada lado. Se inauguró el 1875. Una de los ventajas del proyecto era que, si se quería, se podía continuar. Pero no hizo falta porque el tramo metálico no duró puesto que se lo llevó la riada del Segre de 1907.
El 1907, la turbulencia de las aguas derrocó la mitad del puente. Hacía falta bastir un nuevo puente. Lo diseñó el ingeniero Josep Bores y lo pagó el Estado. Las obras duraron tres años y pico y el resultado fue un puente de dos pilares y dos estribos de cemento recubiertos de piedra, y tres arcadas metálicas de 44 metros de luz cada una de ellas. La calzada tenía diez metros y la rasante se elevaba 10 metros sobre el estiaje. Se inauguró en 1911 y así se acabó con el antiguo puente de piedra. 27 años después, pero, fue dinamitado.

### 1939: un provisional puente de madera
El 3 de abril del 1938 las tropas de Franco conquistaban Lérida. La última acción de las tropas republicanas antes de abandonar Lérida fue la voladura de los puentes de la ciudad. En 1939 para asegurar las comunicaciones hacía falta bastir un puente seguro y estable. No se podía esperar a la construcción del puente definitivo y la solución fue hacer uno de madera. Lo construyeron en 19 días. Tenía una largura total de 159 metros, con siete tramos de longitud variable entre 21,60 m y 26,40 metros, y el perfil de doble T. Era de doble circulación con una calzada de 5,30 metros, dos aceras y una anchura total de 8 metros. Lo asentaron sobre pilares también de madera de cinco metros. Este puente provisional duró hasta el 1944, cuando entonces se inauguró el nuevo puente.

### 1944: se inaugura el puente Viejo

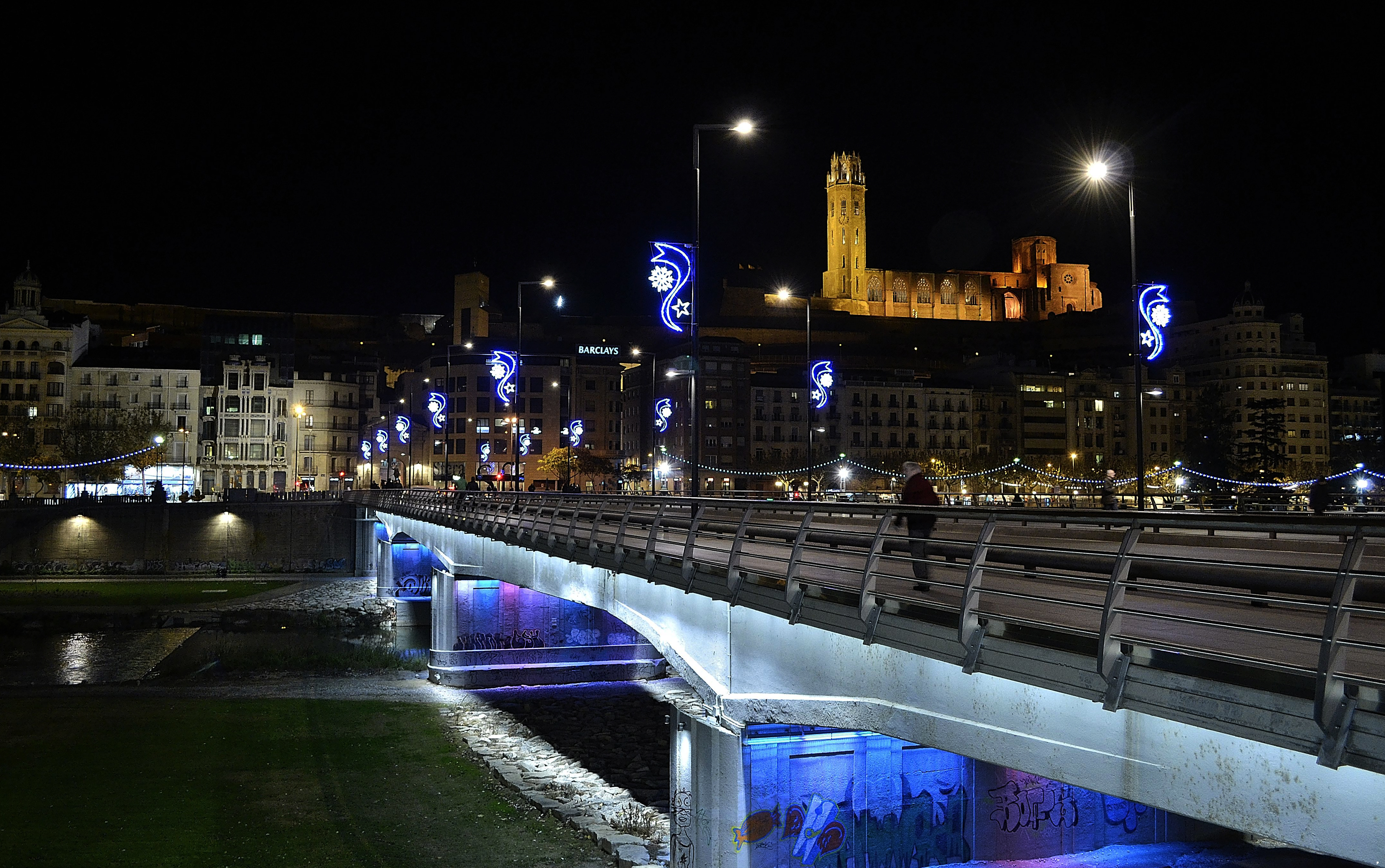
Seu Vella de Lleida y Puente Viejo.

El puente que ha tenido la ciudad de Lérida hasta ahora se construyó a principios de la década de los años 1940. Con una longitud total de 149 metros, atravesaba el Segre con tres pilares, dos estribos y cuatro arcadas; las dos centrales tenían 47,60 metros y las dos laterales 25 metros. Es un puente de ménsula, que fue revolucionario en su tiempo. Lo diseñaron los ingenieros Amalio Hidalgo Fernández, Jacinto Julio González y el leridano Victoriano Muñoz Homs. El constructor fue Marcelino Llagostera. Las obras se iniciaron a finales de 1940, duraron 45 meses y se inauguró el 6 de mayo de 1944. Este puente ha demostrado su solidez. Dos riadas lo pusieron a prueba: el 1966 y el 1982. En 2007 se renovó el paso de peatones agrandándolo y poniendo barandillas de hierro para evitar que los coches puedan subir.